# Frälsningsarmén
Frälsningsarmén (engelska: The Salvation Army) är en internationell protestantisk kristen kyrkoorganisation och rörelse för evangelisation, nykterhet och socialt arbete med metodistisk bakgrund. Den grundades 1865 av den brittiske predikanten William Booth i East End i London. Rörelsen finns sedan 1882 i Sverige.
Frälsningsarmén omfattar (år 2010) 1 109 249 frälsningssoldater uppdelade på 14 869 kårer och utposter och under ledning av 26 032 officerare. Man predikar på cirka 180 språk i 130 länder (september 2021). Omkring en miljon medlemmar deltar i olika ungdomsgrupper.
Man driver bland annat 315 sjukhus och kliniker med sammanlagt omkring 1,5 miljoner patienter samt omkring 3 000 hem och centra för missbrukare, hemlösa, handikappade et cetera och 4 600 stationer för matutdelning.

## Symboler

### Fanan och flaggan

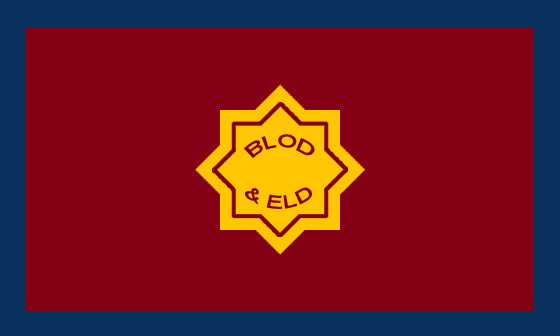
Frälsningsarméns fana med svensk text.

Catherine Booth, William Booths fru, planerade Frälsningsarméns fana/flagga, som togs i bruk år 1878. Fanan står framme i alla Frälsningsarméns lokaler. Den används vid olika högtidliga förrättningar och i processioner, och den kan också hissas i en flaggstång. Frälsningsarméns fana/flagga halas dock inte på halv stång, utan vid begravningar och minneshögtider fästes en vit bandrosett på fanan.
Fanans färger är rött, gult och blått, vilka symboliskt står för de sanningar Frälsningsarmén förkunnar.
- Rött – Jesu försoningsblod.
- Gult – Den Helige Andes eld.
- Blått – Helgelse och hjärtats renhet.
- I mitten av fanan är en gul stjärna där FA:s motto Blod & Eld finns och som syftar på Jesu försoningsblod och den Helige Andes eld.

Den flagga som hissas på en vanlig flaggstång brukar inte ha stjärnan med texten Blod & Eld utan ortens/landets namn följt av ... för Kristus till exempel Göteborg för Kristus eller Sverige för Kristus

### Vapnet (Emblemet)

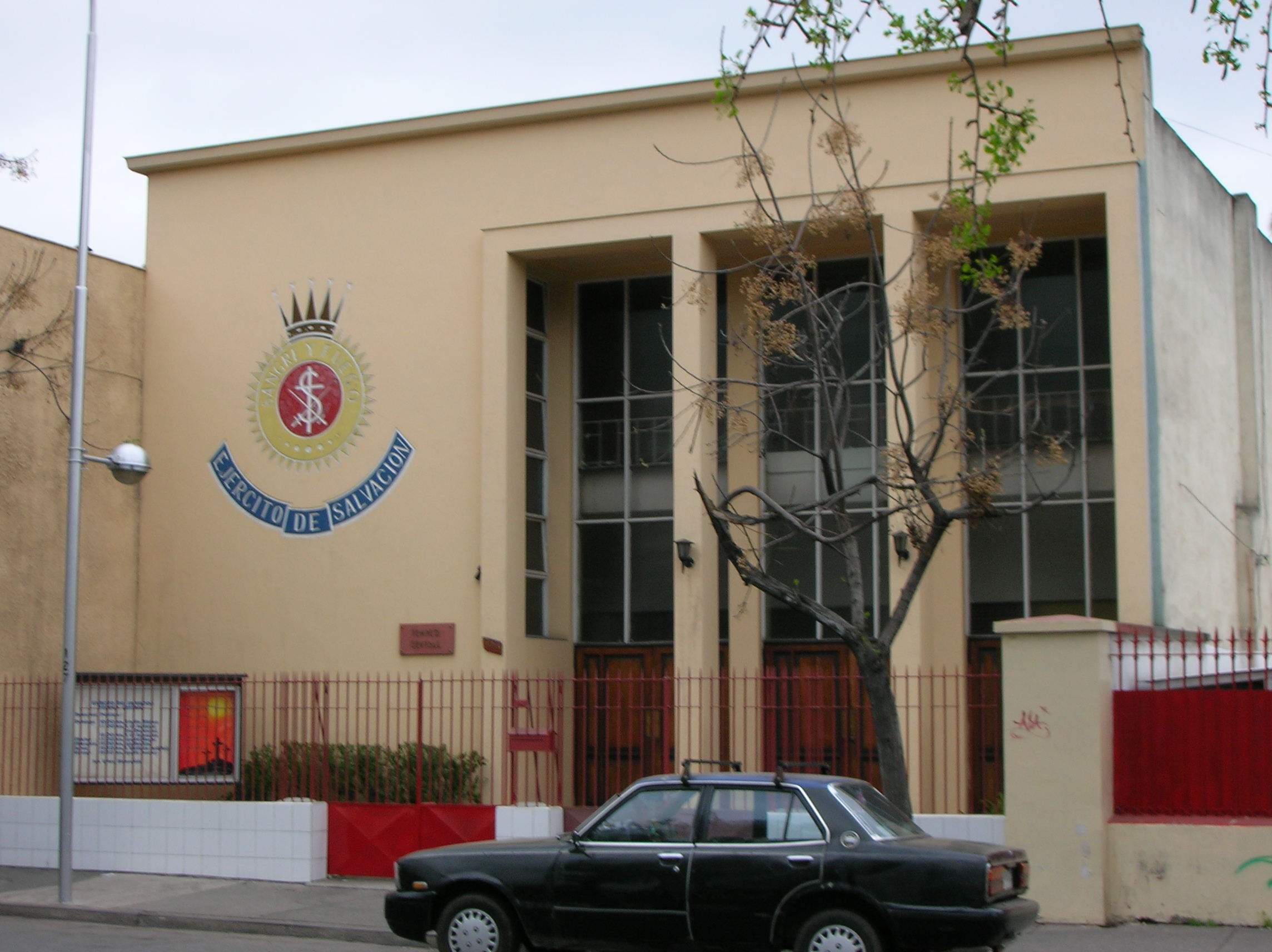
Frälsningsarmélokal i Santiago de Chile, med vapnet målat på byggnaden.

Vapnet är Frälsningsarméns officiella märke. Dess form och bilder beskriver Frälsningsarméns andliga krigföring mot synd och ondska.
- Korset: Jesu kors, 1 Kor. 1:18
- Bokstaven F: Frälsning, Apg. 4:12
- Blod och eld: Frälsningsarméns motto, 1 Joh. 1:7
- Svärden: Kampen mot det onda, Frälsningskriget 1 Tim. 6:12a & 1 Tim. 1:18
- Kulorna: Evangelii sanningar, Rom. 1:16
- Cirkeln och strålarna: Den heliga Andens inflytande och kraft i den troendes liv, Apg. 1:8
- Kronan: Härlighetens krona, som Gud har lovat åt de trofasta, Upp. 2:10

### Röda Skölden

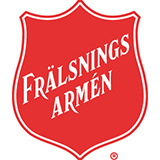
Frälsningsarméns logotyp - den röda skölden.

Frälsningsarmén har även en annan symbol som kan vara enklare att känna igen, "Den röda skölden". Först användes denna sköld som symbol för Frälsningsarméns arbete bland de allierade soldaterna under 1:a och 2:a världskrigen. Senare kom den att användas som symbol för Frälsningsarméns sociala arbete men är numera en symbol för hela Frälsningsarmén.

## Historik

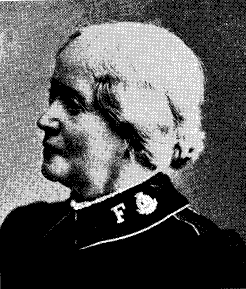
Hanna Ouchterlony startade Frälsningsarmén i Sverige.

Rörelsen hette till en början "Östra Londons Kristna Mission" och startades 5 juli 1865, men bytte namn till The Salvation Army 1878. Till Sverige kom rörelsen 1882 under ledning av Hanna Ouchterlony som även var med och startade "Frelsesarmeens" arbete i Norge 1888.
Frälsningsarméns första möte i Sverige hölls i Ladugårdslandteatern vid Östermalmstorg i Stockholm 28 december 1882.
Frälsningsarmén tilläts verka i Storfurstendömet Finland och därifrån försökte man sprida verksamheten till egentliga Ryssland, något som dock mötte motstånd. År 1913 började man ge ut en tidning i Sankt Petersburg och under 1914 inrättades en "slumstation" och hösten 1915 ett härbärge för krigsflyktingar, men det var först efter februarirevolutionen 1917 som man kunde verka offentligt. Under första världskriget underlättades arbetet genom att ryska soldater, som tillfångatagits av Tyskland, slussades tillbaka till hemlandet via Sverige och Finland i en hjälpverksamhet där Frälsningsarmén tog aktiv del. Många ryska krigsinvalider kom hem med ett gott intryck av Frälsningsarmén. Men i början av 1920-talet förbjöds verksamheten helt inom Sovjetunionen och låg nere till början av 1990-talet.
Under sin historia har Frälsningsarmén drabbats av en del schismer och utbrytningar som resulterat i trossamfund som Volunteers of America och American Rescue Workers i USA, Nederlandsch Leger des Heils i Holland, Church Army i England, Kirkens Korshær i Danmark och Svenska Frälsningsarmén (grundad 1905 och upplöstes 2015/2016 för att helt uppgå i Equmeniakyrkan).

## Organisation

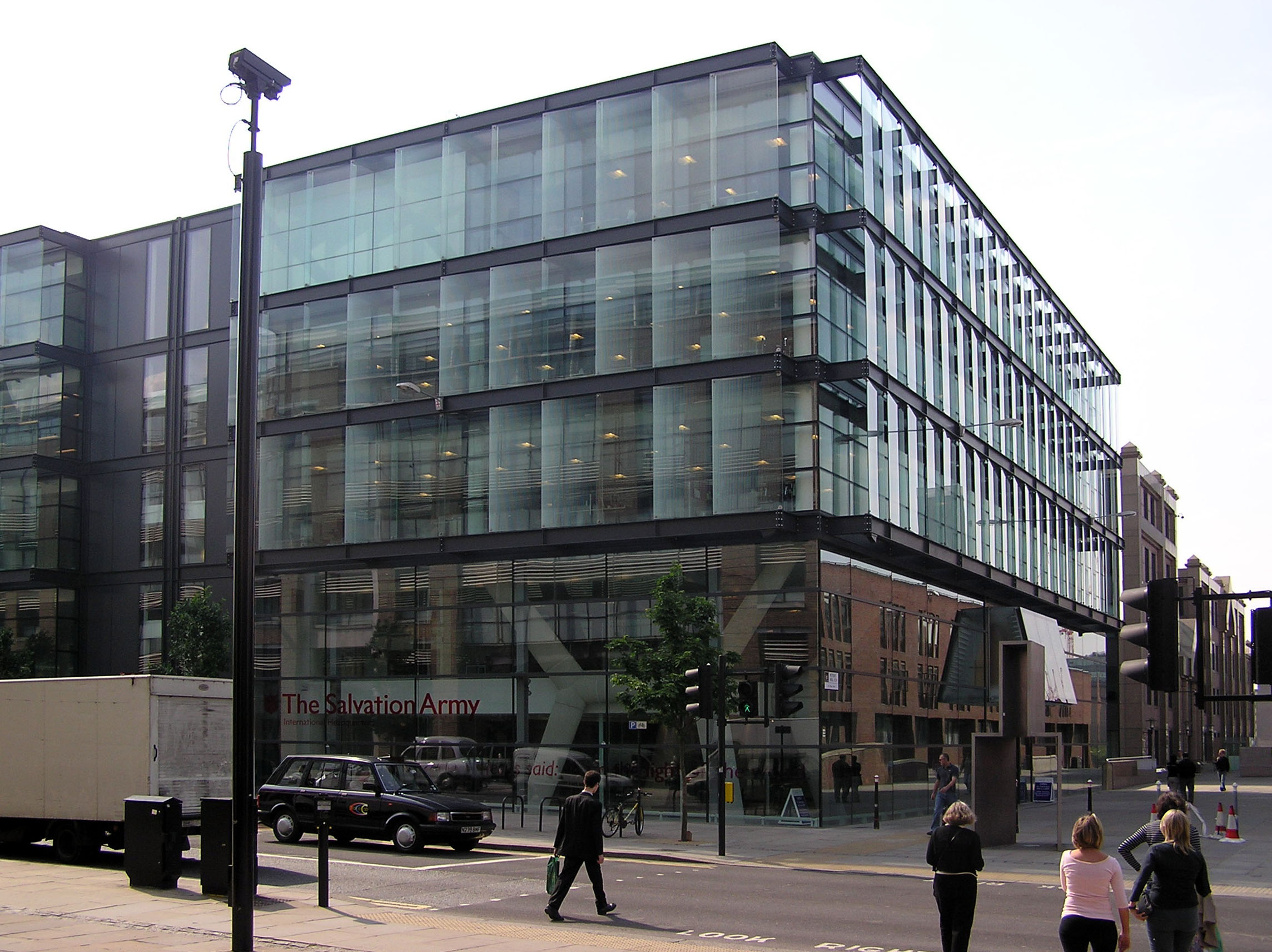
Frälsningsarméns internationella högkvarter i London.

### Central organisation
Det internationella högkvarteret ligger i London, England, där Frälsningsarméns världsledare som tituleras general finns. Generalen utses av Höga Rådet som består av ledarna i FA:s olika territorier. 
Tidigare generaler med anknytning till Sverige är svensken Erik Wickberg (1969–74), finlandssvensken Jarl Wahlström (1981–85) och svenskättlingen John Larsson (2002–2006) som 1996–99 var ledare för Frälsningsarmén i territoriet Sverige/Lettland.
Lista över Frälsningsarméns generaler genom tiderna:
1. (1878–1912) William Booth
2. (1912–1929) Bramwell Booth
3. (1929–1934) Edward Higgins
4. (1934–1939) Evangeline Booth
5. (1939–1946) George Carpenter
6. (1946–1954) Albert Orsborn
7. (1954–1963) Wilfred Kitching
8. (1963–1969) Frederick Coutts
9. (1969–1974) Erik Wickberg
10. (1974–1977) Clarence Wiseman
11. (1977–1981) Arnold Brown
12. (1981–1986) Jarl Wahlström
13. (1986–1993) Eva Burrows
14. (1993–1994) Bramwell Tillsley
15. (1994–1999) Paul Rader
16. (1999–2002) John Gowans
17. (2002–2006) John Larsson
18. (2006–2011) Shaw Clifton
19. (2011–2013) Linda Bond
20. (2013–2018) André Cox
21. (2018–2023) Brian Peddle
22. (2023–) Lyndon Buckingham

### Territorier

Gustaf Cederströms tavla Frälsningsarmén från 1886.

Under generalen och hans högkvarter är Frälsningsarmén indelat i olika territorier. Sverige tillhör det svensk-lettiska territoriet med högkvarter i Stockholm. Kommendör är en av de högre officersgraderna och är vanligtvis högsta ledaren för Frälsningsarméns arbete i ett visst land eller territorium, till exempel det svensk-lettiska territoriet. En kommendör kan även vara anställd vid FA:s internationella högkvarter i London som chef för ett särskilt departement. Titeln inom FA i de engelsktalande länderna är Commissioner. Inom Frälsningsarmén är Kommendörlöjtnant en numera borttagen rang, placerad mellan överste och kommendör.
Högsta ledare för territoriet Sverige och Lettland är sedan november av 2020 överstarna Bo och Christina Jeppsson. Deras företränare var kommendörerna Clive och Marianne Adams. 

### Lettisk statistik 1 oktober 2010
Källa:
- 276 frälsningssoldater.
- Omkring 575 medlemmar i olika ungdomsgrupper.
- 14 officerare.
- 122 anställda.
- 6 kårer och 6 utposter.
- 1 mödra- och barnavårdsklinik.
- 2 barnhem.
- 1 dagcenter för barn.
- Skolhem. (Skangal)

### Frälsningsarmén i Sverige
Källa:
- 3 665 frälsningssoldater
- 1 174 civilmedlemmar

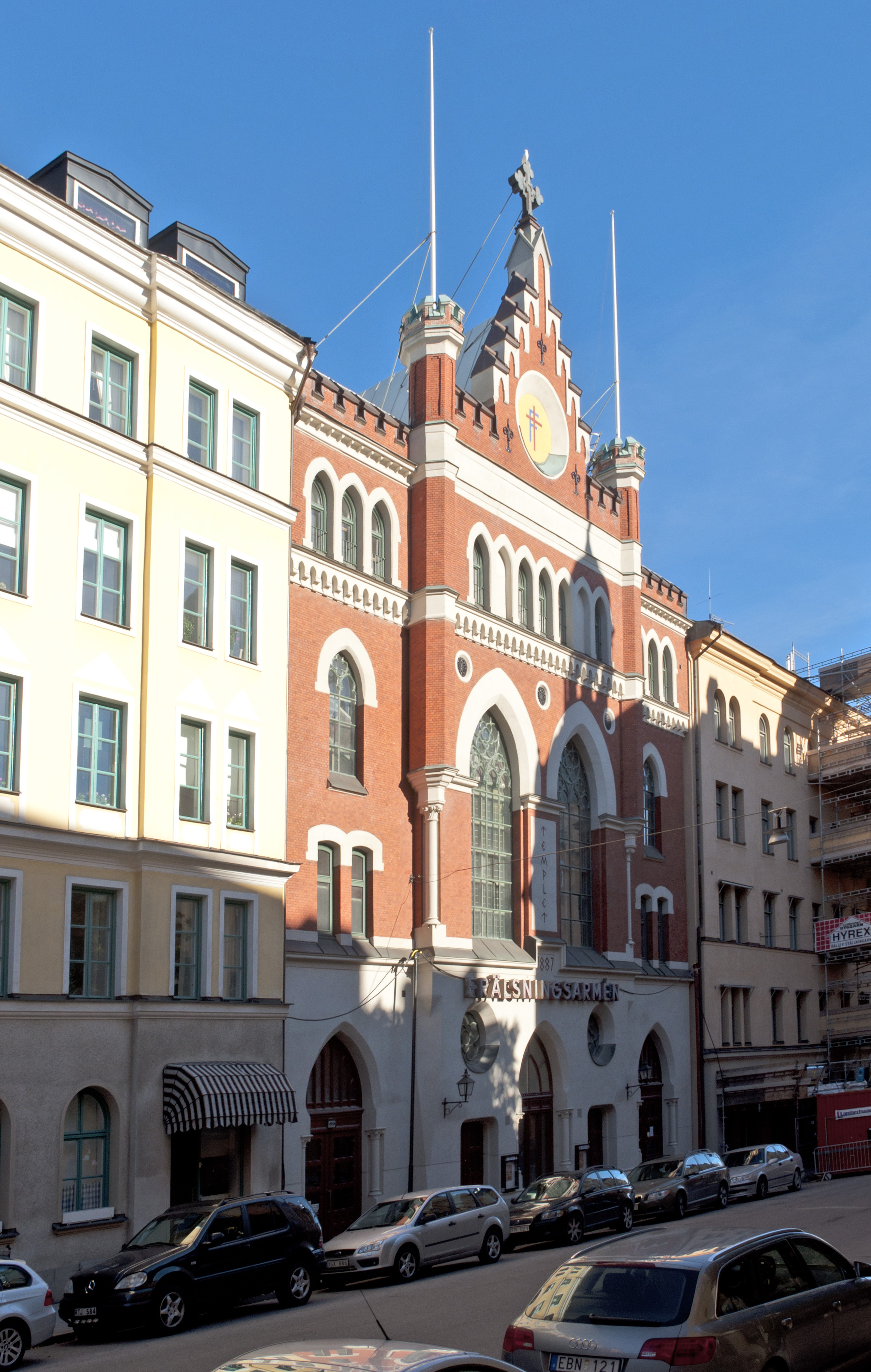
Templet på Östermalmsgatan i Stockholm invigdes juldagen 1887 och var Frälsningsarméns första kyrkolokal i Sverige

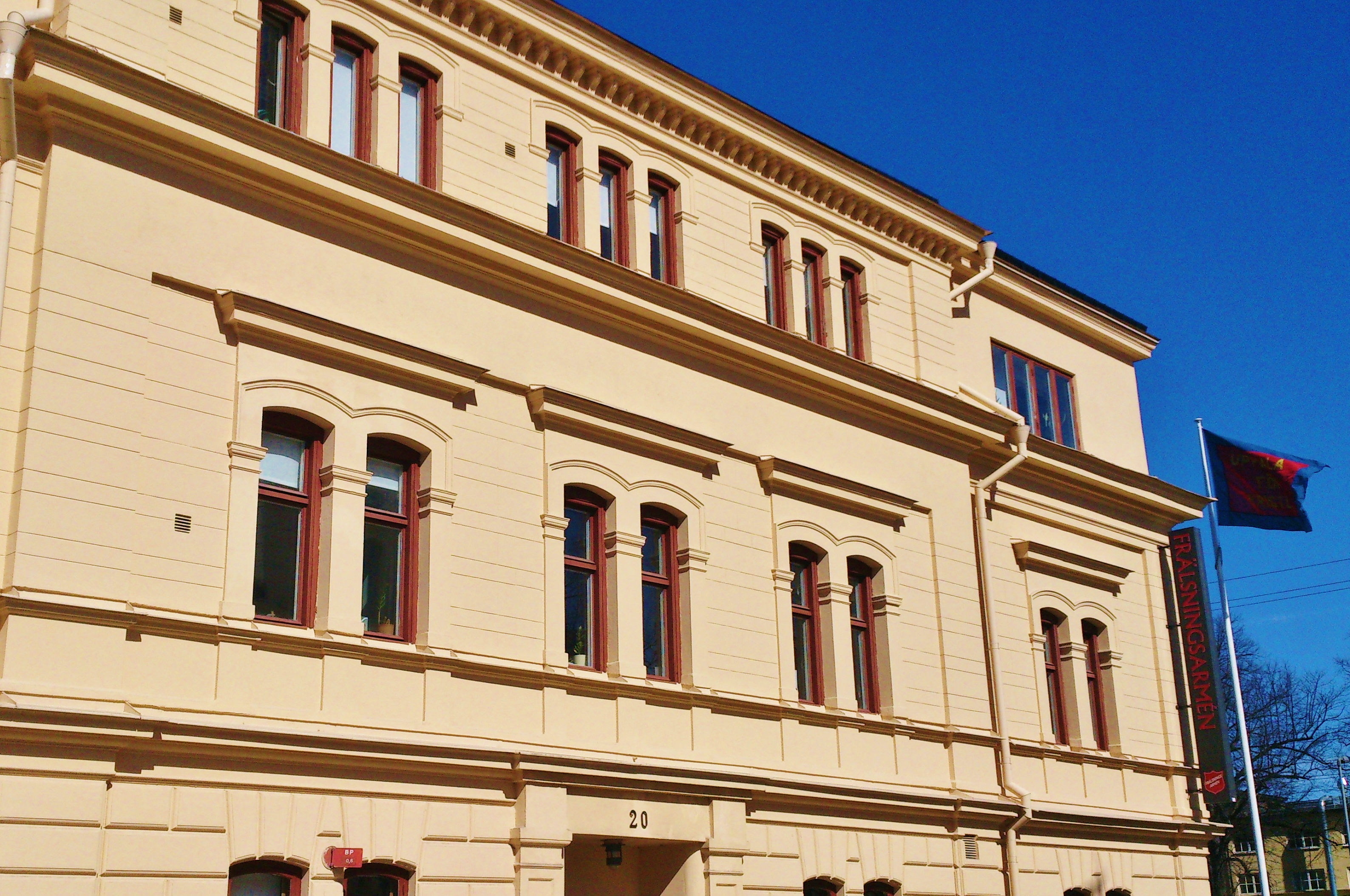
Templet i Uppsala.

- 2 837 medlemmar i Frälsningsarméns ungdom.
- 1 166 medlemmar i Frälsningsarméns scouter.
- 321 officerare.
- 94 kårer.
- 20 verksamheter med öppen social verksamhet.
- 3 platser med arbete för döva och synskadade.
- 13 verksamheter för missbruksvård.
- 8 verksamheter för vård och omsorg för barn, ungdomar och familjer.
- 1 kvinnoboende
- 3 förskolor/fritidshem.
- 1 äldreboende.
- Eftersökningsbyrå.

Frälsningsarméns utåtriktade tidning heter Stridsropet.
Frälsningsarmén bedriver socialt arbete bland döva, blinda, alkoholister och hemlösa bland annat på Kurön. Frälsningsarmén i Sverige driver även Ågesta folkhögskola. Före augusti 2006 hette folkhögskolan Dalarö Folkhögskola.
FA-scouterna hade en rikslägergård vid Örserum som heter Högaberg fram till 2014, den är nu till försäljning. Den 2 januari 2006 grundade Frälsningsarmén även ett internetforumet på nätet inriktat främst mot åldern 13–30. Internetforumet heter Blod och Eld.
Myrorna är Frälsningsarméns kedja med secondhandbutiker.
Frälsningsarmén ger ut böcker på eget förlag med namnet FA-press och skivor på märket Festival och från och med 2005 även på skivmärket Jenny (uppkallat efter en av Frälsningsarméns första soldater i Sverige, sångerskan Jenny Swensson).

### Divisioner
Territorierna är normalt sett indelade i divisioner. Sverige är sedan maj 2018 indelat i södra, västra, östra och norra divisionen samt en icke-geografisk division som innefattar de sociala institutionerna.

### Kårer

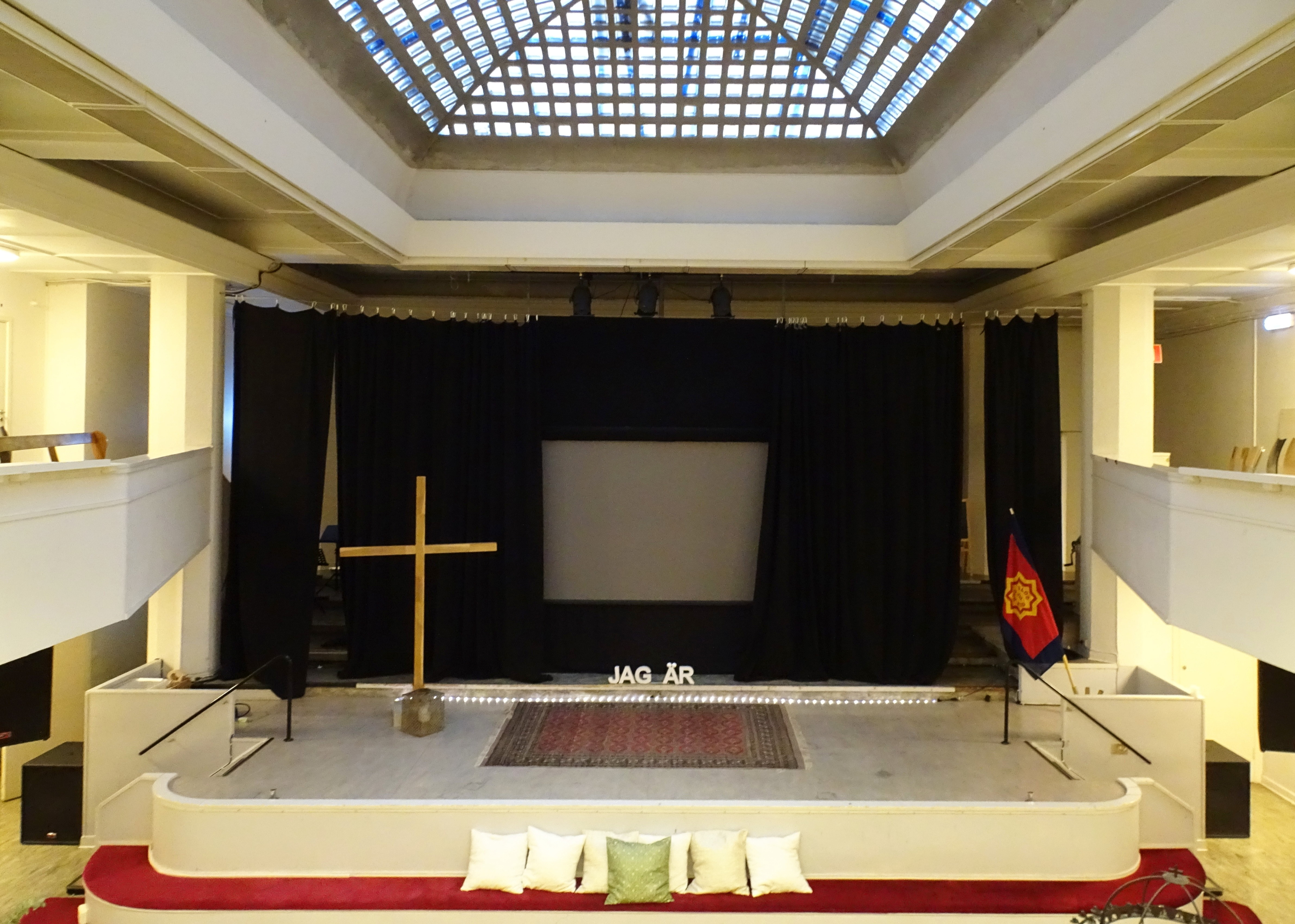
Kår 393 i f.d. biografsalongen för biografen Ugglan vid Södermannagatan 44.

Divisionerna är i sin tur indelade i ett antal kårer, ledda av officerare och bestående av soldater. Barn- och ungdomsarbete (bland annat scoutverksamhet) förekommer i många kårer i Sverige.

### Urval av kårer

#### Stockholm
- Kungsholmskåren (6:e kåren), Stockholm
- Kår 393, Stockholm
- Söderkåren, Stockholm
- Templet, Stockholm
- Vasakåren, Stockholm

#### Uppsala
- Frälsningsarmén, Uppsala

### Soldater
Frälsningssoldaterna är arméns fotfolk, som när de invigs får lova trohet till Frälsningsarméns organisation och lärosatser och får ett soldatpass som helst ska förnyas årligen.

## Kontroverser
Frälsningsarmén i USA är starka motståndare till homosexualitet och vill inte anställa homosexuella. De har vid olika tillfällen lobbat till motstånd mot antidiskrimineringslagar och även hotat stoppa all sin verksamhet i New York City om de skulle tvingas följa en förordning om jämställdhet.

## Frälsningsarmén i skönlitteratur, film, teater med mera

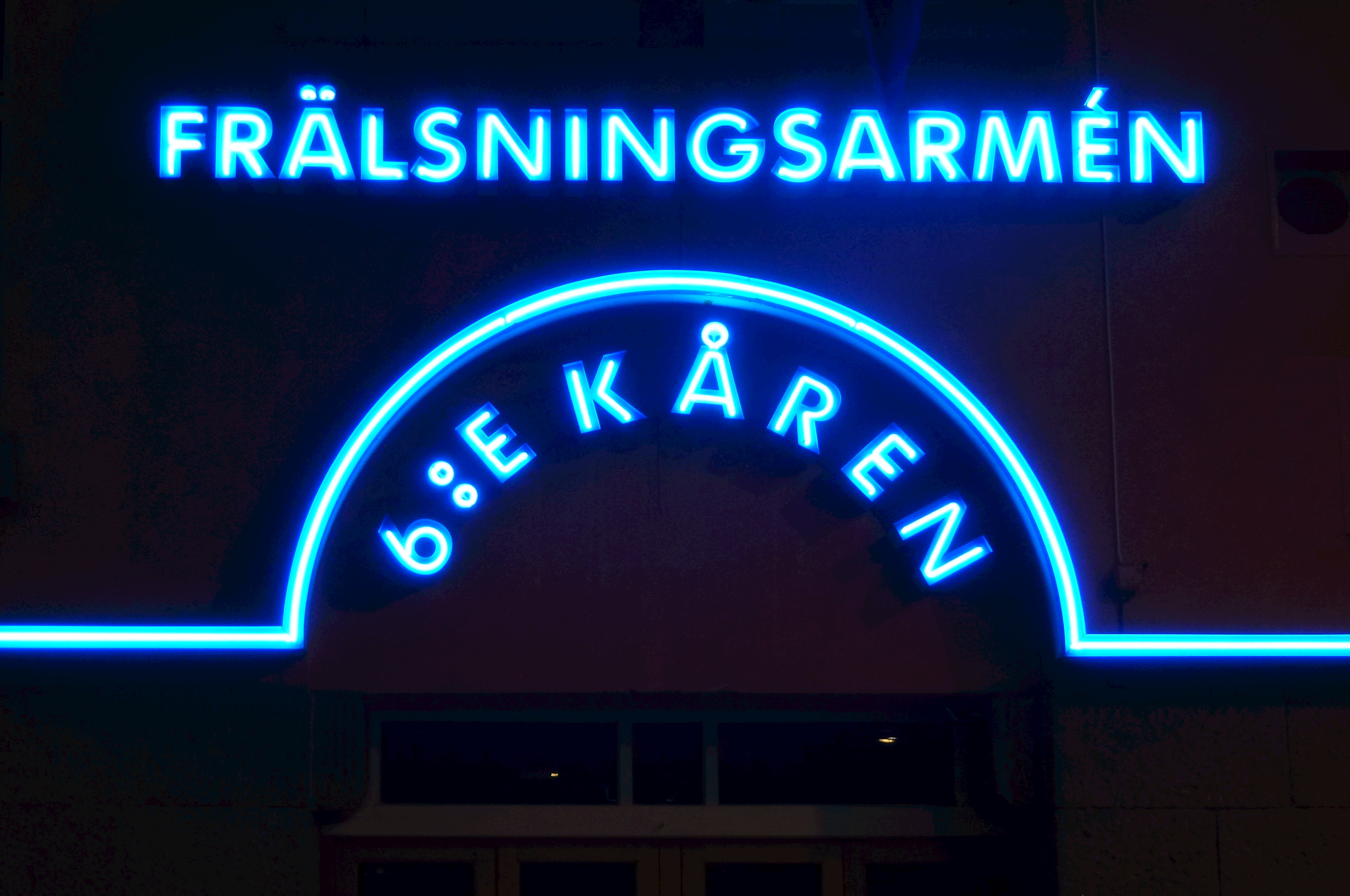
Frälsningsarméns neonskylt vid Sankt Göransgatan, Stockholm.

- Salka Valka (roman av Halldór Laxness, även filmad)
- Major Barbara (pjäs av George Bernard Shaw, även filmad)
- Körkarlen (roman av Selma Lagerlöf, även filmad)
- Mor gifter sig (roman av Moa Martinson, även filmad. En närbesläktad organisation som heter "Sprängningsbataljonen" nämns i romanen/filmen)
- Frälsaren (roman av Jo Nesbø)
- Guys and Dolls (musikal och film med en pastisch på Frälsningsarmén, som i filmen kallas "Save a soul mission")
- Mannen utan minne (film av Aki Kaurismäki)
- Happy End (musikal av Kurt Weill och Bertholt Brecht)
- Människor i rött (roman av Olov Hartman)
- Träänglar (roman av Curt Jonasson)
- Blod och eld (film från 1945 med Sonja Wigert i huvudrollen)
- Anna Lans (film från 1943 med Viveca Lindfors i huvudrollen)
- Slummens överste (En berättelse av Alma Petri (1933) om Elisabet Liljegrens liv)